# Braggia agathona
Braggia agathona är en insektsart som först beskrevs av Hottes 1950.  Braggia agathona ingår i släktet Braggia och familjen långrörsbladlöss. Inga underarter finns listade i Catalogue of Life.